# Mix & Match
Mix & Match è un EP del girl group sudcoreano Loona Odd Eye Circle, subunità delle Loona. L'EP è stato pubblicato nel settembre 2017 dalla Blockberry Creative.
Nell'ottobre 2017 ne è stata pubblicata una versione "repackage", dal titolo Max & Match.

## Tracce
1. Odd – 0:45
2. Girl Front – 3:16
3. Loonatic – 3:00
4. Chaotic – 3:59
5. Starlight – 3:21

Max & Match (Reissue)
1. Add – 1:11
2. Sweet Crazy Love – 3:36
3. Uncover – 3:20
4. Girl Front – 3:16
5. Loonatic – 3:00
6. Chaotic – 3:59
7. Starlight – 3:21
8. Odd Front – 3:46

## Classifiche
| Classifica (2017) | Posizione massima |
| ----------------- | ----------------- |
| Corea del Sud     | 16                |

## Formazione
- Kim Lip
- JinSoul
- Choerry